# Nai Altai
Nai sừng xám Altai (Danh pháp khoa học: Cervus canadensis sibiricus) hay còn gọi là nai đỏ là một phân loài của loài nai sừng xám được tìm thấy trong các ngọn đồi rừng của miền Nam Siberi, Tây Bắc Mông Cổ, và tỉnh Bắc Tân Cương của Trung Quốc. Chúng là một trong ba phân loài thường được nuôi để lấy nhung là: nai sừng tấm (Cervus Nippon hortulorus Swinhoe), nai đỏ (Cervus elaphus sibiricus Sev.) và nai Canada (Cervus elaphus xanthopygus Milne-Eds., hay wapiti).

## Đặc điểm
Nó là phân loài khác nhau từ các Nai Thiên Sơn khi nhỏ hơn và nhạt màu hơn màu của nai Thiên Sơn. Nó cũng đã được phân loại là Cervus elaphus sibirica, và cũng được biết đến như là Maral Altai, hươu Maral trung tâm, hươu đỏ Siberi, và hươu Maral. Chúng cũng phân bố ở Alborz một dãy núi ở miền bắc Iran, kéo dài từ biên giới với Armenia theo hướng tây bắc-đông nam, ở phía nam biển Caspi (biển Mazandaran) rồi chạy theo hướng tây-đông tới giáp khu vực biên giới với Turkmenistan và Afghanistan.

## Sừng hươu
gGạc giống hươu trắng Altai Sibiri là sản phẩm được lấy từ loài hươu tuyết toàn thân hươu có màu trắng được cho là loại đặc biệt quý hiếm. Được coi là vị thuốc bổ dùng trong các trường hợp cơ thể suy nhược, thần kinh suy nhược, lao động chân tay và trí não quá tải... Những con nai trắng được sinh ra một màu nâu hoặc nâu với một mẫu trắng đốm. Đôi khi những nai tơ có thể được sinh ra với một màu xám khi xuất hiện điều này làm cho chúng trông có vẻ bẩn thỉu. Bộ lông của chúng sau đó trở thành màu trắng tinh khôi ở vào giữa năm thứ hai và đôi khi bị nhầm lẫn với hươu bị bạch tạng.
Gạc hươu trắng là loại đặc biệt khác gạc hươu đỏ ở chỗ nhẵn hơn, ít nhánh hơn và có màu trắng ngà toàn thân, dài 70–120 cm và đường kính khoảng 3–5 cm, gạc hươu trắng được cho là có tác dụng tốt hơn hươu thường, có thể do cấu trúc thành phần vi chất, khoáng chất trong gạc hươu tuyết khác gạc hươu thường. Chính vì vậy mà gạc hươu trắng có giá trị cũng như bổ dưỡng hơn được nhiều người lựa chọn dùng hơn. Trong gạc hươu tuyết có chứa khoảng 25% chất keo (keratin) 50-60% calci photphát, calci cacbonat, một ít chật đạm và ít nước.
Gạc hươu tuyết có tác dụng tốt hơn hươu thường gấp nhiều lần về giá trị dinh dưỡng cũng như công dụng với sức khoẻ con người. Theo y học cổ truyền Việt Nam, gạc hươu nai có tác dụng sinh tinh, bổ tủy, ích huyết; chữa các chứng hư tổn cơ thể, di tinh, liệt dương, vô sinh, bệnh lậu, giúp khỏe gân xương, kéo dài tuổi thọ. gạc hươu giúp tăng sức mạnh cơ bắp, sảng khoái tinh thần, vết thương mau lành, ăn ngủ tốt, lợi niệu và tăng nhu động dạ dày – ruột, chuyển hóa tốt protid và glucid... Liều mạnh gây hạ huyết áp, làm tim co bóp mạnh, đập nhanh, giật cơ, co giật hay đông huyết.